# Peloropeodes pygidus
Peloropeodes pygidus är en tvåvingeart som beskrevs av Harmston och Wilhelm Ludwig Rapp 1968. Peloropeodes pygidus ingår i släktet Peloropeodes och familjen styltflugor.
Artens utbredningsområde är Nebraska. Inga underarter finns listade i Catalogue of Life.